# Фарныджы дуаг
Фарныджы дуаг (осет. Фæрныджы дуаг — буквально «Святой Фарнига») — в осетинской мифологии божество, являющееся покровителем Геналдонского ущелья в Северной Осетии. В более широком общеосетинском значении Фарныджы дуаг является покровителем преступников, особенно убийц.

## Мифология
В Геналдонском ущелье находилось святилище Фарныджы дуага, на котором местные жители в праздник, посвящённый Фарныджы дуага, приносили жертвы этому божеству.
Считалось, что если убийца во время преследования успевал достичь этого святилища и попросить у Фарныджы дуага помощи, то преследователи должны были оставить убийцу без отмщения, в противном случае преследователи могли навлечь на себя гнев Фарныджы дуага.
В Алагирском ущелье также находилась священная роща, в которой кроме Сау бараджы дзуара также обитал и Фарныджы дуаг. В этой роще преступник мог найти убежище от преследования.

## Источник
- А. Б. Дзадзиев и др. Этнография и мифология осетин, Владикавказ, 1994 г., стр. 163—164, ISBN 5-7534-0537-1